# 11571 Daens
A 11571 Daens (ideiglenes jelöléssel 1993 OR8) a Naprendszer kisbolygóövében található aszteroida. Eric Walter Elst fedezte fel 1993. július 20-án.